# ناتشو فيجالوندو
ناتشو فيجالوندو (بالإسبانية: Nacho Vigalondo)‏ هو كاتب سيناريو ومخرج وممثل إسباني، ولد في 6 أبريل 1977 بكابيزون دي لا سال في إسبانيا.

## أعمال

### أفلام
- (2007) زمن الجرائم
- (2014) في/إتش/إس: فايرل[5]

## ترشيحات
- جائزة الأوسكار لأفضل فيلم حي قصير

## وصلات خارجية
- ناتشو فيجالوندو على موقع IMDb (الإنجليزية)
- ناتشو فيجالوندو على موقع ألو سيني (الفرنسية)
- ناتشو فيجالوندو على موقع أول موفي (الإنجليزية)
- ناتشو فيجالوندو على موقع قاعدة بيانات الأفلام السويدية (السويدية)
- ناتشو فيجالوندو على موقع قاعدة بيانات الفيلم (الإنجليزية)
- ناتشو فيجالوندو على موقع كينوبويسك (الروسية)